# Relegación
Entre los antiguos romanos, se denominaba relegación a una pena de destierro. 
La relegación no privaba al ciudadano de los derechos de tal a diferencia de la deportación que era un destierro perpetuo con ocupación de sus bienes y privación de los derechos civiles. Los lugares ordinarios de la relegación eran las islas del Mediterráneo o del archipiélago. Ovidio fue relegado a Tomis, sobre el Ponte Euxino o mar Negro. Séneca fue relegado a Córcega. 
En la jurisprudencia española, la relegación era una pena aflictiva que se cumplía en ultramar en los puntos destinados a ese efecto por el gobierno pudiendo ser perpetua o temporal. Los relegados podían dedicarse libremente a su profesión u oficio bajo vigilancia de la autoridad dentro del radio de vigilancia penal.
En el derecho penal chileno, la relegación es una pena contemplada en el Código Penal, consistente en el traslado del condenado a un punto habitado del territorio de la República, con prohibición de salir de él pero permaneciendo en libertad.